# Fernando Tejero
Fernando Tejero Muñoz-Torrero (Córdoba; 24 de febrero de 1965) es un actor español, que alcanzó gran popularidad por su participación en la serie de televisión Aquí no hay quien viva.

## Biografía
Su infancia y adolescencia transcurrió en Córdoba (Andalucía) hasta que abandonó su trabajo en la pescadería de su padre para viajar a Madrid y convertirse en actor de teatro.
Ingresó en la Escuela de Cristina Rota, donde entró en contacto con Alberto San Juan. De esta manera estableció vínculos con la compañía teatral Animalario, entre cuyos miembros figuraban Ernesto Alterio, Andrés Lima y Guillermo Toledo. Realizó sus estudios de forma intensiva durante los fines de semana, y de este modo podía compaginar el trabajo en la pescadería y las clases.
David Serrano, también cercano a este grupo, ofreció a Fernando Tejero la oportunidad de su vida en la película Días de fútbol (2003), con la que obtuvo el Premio Goya al mejor actor revelación.
Ese mismo año fue seleccionado para el reparto de la serie televisiva, Aquí no hay quien viva. Si bien en principio le ofrecieron interpretar a Paco (el dependiente de un videoclub), más tarde la deserción del actor encargado de dar vida a Emilio Delgado le permitió gozar de un mayor protagonismo.[cita requerida]
Gracias a su popularidad, Fernando Tejero accedió a papeles protagonistas en películas como El penalti más largo del mundo (Roberto Santiago, 2005).
Interpretó a un ciego en la película Va a ser que nadie es perfecto (Joaquín Oristrell, 2005), en la que tuvo como compañeros de reparto a Santi Millán y José Luis García Pérez.
En 2007 protagonizó la serie Gominolas, en la que interpretaba a Benja, que en los años 1980 fue el líder del grupo infantil Gominolas.
En el 2009 colaboró con la actriz Malena Alterio por cuarta vez (tras dos películas y la serie Aquí no hay quien viva) en el largometraje Al final del camino. Volvieron a trabajar juntos en el 2011 en la película Cinco metros cuadrados de Max Lemcke que obtuvo cinco premios en el festival de Málaga, entre ellos mejor película y mejor actor. El 1 de junio de 2012 estrena en salas En fuera de juego, fracaso comercial estrepitoso tras el que sin embargo su popularidad se ve enormemente reforzada gracias a la frase «un abrasinho, Mourinho».
En 2010, versionó la canción «So payaso» de Extremoduro junto al cantante asturiano Melendi. En 2011 participó en el videoclip «Gypsy funky love me do» de Rosario Flores.
En mayo de 2012 ficha por la serie de televisión, La que se avecina (adaptación versionada de Aquí no hay quien viva para Telecinco), para interpretar a Fermín Trujillo, el padre biológico de Lola Trujillo y pareja de Estela Reynolds.
En 2016, participa en la primera edición del popular concurso culinario de Televisión Española, MasterChef Celebrity, dónde coincide con su compañera y amiga, Loles León. Fernando Tejero llegó a la final, quedando en cuarto puesto.
En 2023 protagoniza Los Farad de Prime Video junto con Susana Abaitua y Miguel Herrán.

## Vida personal
En 2013 rompió su relación sentimental con su novio Miguel Ortiz (Mister Gay España 2012), lo que tuvo gran impacto mediático por reconocer públicamente por primera vez su homosexualidad, aunque posteriormente se reconcilió con Miguel Ortiz y le declaró su amor en su cuenta de Twitter. A los pocos meses la pareja decidió romper definitivamente su relación.

## Filmografía

### Cine
| 1998 | Leones                         | Chica                   |
| 1999 | Sobreviviré                    | Joven 4                 |
| 2001 | Los lunes al sol               | Lázaro                  |
| 2003 | Torremolinos 73                | Juan Luis               |
| 2003 | Días de fútbol                 | Serafín                 |
| 2004 | Cachorro                       | Macarrilla              |
| 2004 | Crimen ferpecto                | Alonso                  |
| 2005 | El penalti más largo del mundo | Fernando Díaz           |
| 2005 | Volando voy                    | Juan                    |
| 2006 | Va a ser que nadie es perfecto | Carlos Díaz             |
| 2007 | Días de cine                   | Fino                    |
| 2007 | El club de los suicidas        | Antonio                 |
| 2008 | Gente de mala calidad          | Andrés                  |
| 2008 | 8 citas                        | Antonio                 |
| 2008 | Fuera de carta                 | Ramiro                  |
| 2009 | Al final del camino            | Nacho                   |
| 2011 | Cinco metros cuadrados         | Álex                    |
| 2011 | El sueño de Iván               | Toribio                 |
| 2011 | La chispa de la vida           | Juan Gutiérrez "Johnny" |
| 2012 | Desechos                       | Soto                    |
| 2012 | En fuera de juego              | Javi                    |
| 2020 | Explota Explota                | Chimo                   |
| 2022 | Modelo 77                      | El Marbella             |
| 2023 | Últimas voluntades             | Coque                   |

### Televisión
| 2000-2001 | Policías, en el corazón de la calle | Yonki                |
| 2001      | Compañeros                          | Técnico lavavajillas |
| 2002      | Periodistas                         | Pau Portabella       |
| 2003-2006 | Aquí no hay quien viva              | Emilio Delgado       |
| 2007      | Gominolas                           | Benja                |
| 2008      | El síndrome de Ulises               | Jota Jota Gaitán     |
| 2013      | Un país de cuento                   | Político             |
| 2013-2024 | La que se avecina                   | Fermín Trujillo      |
| 2018      | El Continental                      | Ramiro López         |
| 2023      | Los Farad                           | Manuel               |

### Programas
| 2003-2004 | Campanadas de Fin de Año         |
| 2006      | Bienaventurados                  |
| 2009      | Saturday Night Live              |
| 2011      | El líder de la manada            |
| 2011      | Otra movida                      |
| 2013      | Me resbala                       |
| 2014      | Ciento y la madre                |
| 2014      | Todo va bien                     |
| 2015      | Viajando con Chester             |
| 2015      | Planeta Calleja                  |
| 2015      | Dos días y una noche             |
| 2016      | MasterChef Celebrity             |
| 2017      | Hora punta                       |
| 2017      | Mi casa es la tuya               |
| 2018      | Viva la vida                     |
| 2020      | Typical Spanish                  |
| 2020      | Mask Singer: Adivina quien canta |
| 2023      | Got Talent: All Stars            |
| 2023      | La Roca                          |

## Teatro
- Mitad y mitad
- Marat-Sade
- Piedras en los bolsillos
- Atchúusss
- La cantante calva

## Doblajes
- El espantatiburones (2004) como Óscar (Will Smith)
- Gallina Blanca. Bb como Locutor

## Premios y candidaturas
Premios Goya
| Año  | Categoría                                 | Película       | Resultado |
| ---- | ----------------------------------------- | -------------- | --------- |
| 2022 | Mejor interpretación masculina de reparto | Modelo 77      | Nominado  |
| 2008 | Mejor interpretación masculina de reparto | Fuera de carta | Nominado  |
| 2003 | Mejor actor revelación                    | Días de fútbol | Ganador   |

Premios de la Unión de Actores
| Año  | Categoría                              | Película               | Resultado |
| ---- | -------------------------------------- | ---------------------- | --------- |
| 2004 | Mejor actor secundario de cine         | Días de fútbol         | Nominado  |
| 2004 | Mejor actor revelación                 | Días de fútbol         | Nominado  |
| 2004 | Mejor actor protagonista de televisión | Aquí no hay quien viva | Ganador   |

Fotogramas de Plata
| Año  | Categoría                 | Película               | Resultado |
| ---- | ------------------------- | ---------------------- | --------- |
| 2004 | Mejor actor de televisión | Aquí no hay quien viva | Ganador   |
| 2003 | Mejor actor de televisión | Aquí no hay quien viva | Nominado  |

Premios de la Academia de la Televisión de España
| Año  | Categoría                      | Película               | Resultado |
| ---- | ------------------------------ | ---------------------- | --------- |
| 2004 | Mejor interpretación masculina | Aquí no hay quien viva | Nominado  |
| 2003 | Mejor interpretación masculina | Aquí no hay quien viva | Nominado  |

Premios TP de Oro
| Año  | Categoría   | Película               | Resultado |
| ---- | ----------- | ---------------------- | --------- |
| 2004 | Mejor actor | Aquí no hay quien viva | Ganador   |

Festival de Cine Español de Málaga
| Año  | Categoría                       | Película               | Resultado |
| ---- | ------------------------------- | ---------------------- | --------- |
| 2011 | Bíznaga de Plata al Mejor actor | Cinco metros cuadrados | Ganador   |

Festival de Cine de Alicante
| Año  | Categoría                 | Película                  | Resultado |
| ---- | ------------------------- | ------------------------- | --------- |
| 2010 | Premio Ciudad de Alicante | Premio Ciudad de Alicante | Ganador   |